# Hoplosphyrum rufum
Hoplosphyrum rufum is een rechtvleugelig insect uit de familie Mogoplistidae. De wetenschappelijke naam van deze soort is voor het eerst geldig gepubliceerd in 1932 door Lucien Chopard.